# Селище (деревня, Окуловский район)
Селище — деревня в Окуловском муниципальном районе Новгородской области, относится к Угловскому городскому поселению.

## Географическое положение
Деревня Селище расположена на Валдайской возвышенности, на западном берегу озера Зван, с восточной стороны главного хода Октябрьской железной дороги, в 8 км к юго-востоку от посёлка Угловка, в 34 км к юго-востоку от города Окуловка.

## Население
В 2002 — 66.
| 2002 | 2004 | 2010 | 2011 |
| ---- | ---- | ---- | ---- |
| 66   | ↗68  | ↘38  | ↗54  |

## История
В XV—XVII вв. деревня Названское Селищо находилась в Пиросском погосте Деревской пятины Новгородской земли.
В середине XV века деревня Названское Селищо принадлежала знатному новгородцу Семёну Константиновичу Утенскому. В 1480-е была собственностью Ивана III. В 1495 принадлежала московскому боярину Григорию Ивановичу Константинову В середине XVI века деревней владели его дети и внуки.
В 1773—1927 деревня Селище находилась в Боровичском уезде Новгородской губернии.
С начала XIX века до 1918 деревня Селище — в составе Рядовской волости Боровичского уезда.
Отмечена на картах 1812, 1826—1840 годов.
В 1918—1921 деревня Ерзовка входила в Падалицкую волость Боровичского уезда. В 1921—1927 вернулась в Рядовскую волость.
В 1927 деревня Селище вошла в состав Селищенского сельсовета новообразованного Угловского района Боровичского округа Ленинградской области.
В 1932 Селищенский сельсовет вошёл в состав Окуловского района в связи с упразднением Угловского района.
В 1962 сельсовет и деревня вошли в крупный Окуловский сельский район, а в 1963 административный Окуловский район был упразднён. В 1963 Селищенский сельсовет был переименован в Званский сельсовет. В 1965 года сельские районы были преобразованы вновь в административные районы, и Званский сельсовет и деревня Селище — вновь в Окуловском районе.
В 2005 деревня Селище вошла в состав Угловского городского поселения.

## Транспорт
Ближайшая ж/д станция «Селище» — в 2,3 км от деревни Селище.

## Экология
В 1992 году при реконструкции автодороги Селище—Ерзовка—Пабережье был нарушен режим течения реки Зван, что привело к заболачиванию озера.